# تپه شنقال
تپه شنقال مربوط به دوره اشکانیان - دوره ساسانیان - قرو اولیه دوران‌های تاریخی پس از اسلام است و در شهرستان گیلانغرب، بخش مرکزی، دهستان دیره، ۲۰۰ متری شمال غرب روستای شنقال واقع شده و این اثر در تاریخ ۲۶ اسفند ۱۳۸۷ با شمارهٔ ثبت ۲۶۱۹۸ به‌عنوان یکی از آثار ملی ایران به ثبت رسیده است.
تپه شنقال مملو از آثاریست که نشان از جریان داشتن زندگی طی دوره های اشکانی و ساسانی و و اسلامی دارد، آثاری همچون سفالهای رنگی و بعضا نقشدار و نیز دیوارهای با ملات گچی و ساروجی گواه بر این اصل است.این تپه نیمی از قسمت کله آن را دیواری از جنس سنگ با ملات ساروج و نیمی از آن را رگه های طبیعی که از جنس صخره رسی است را تشکیل داده که بنظر میرسد نیمه دست ساز آن جهت محافظت از تپه در عواملی همچون رانش نقش ایفا مینماید .تپه شنقال هم در اطرف و هم در قسمت کله خود دارای گورهایی است که در جهات مختلف قرار داشته که نشان از دیرینگی این اثر دارد  .
موقیت قرارگیری این تپه و دسترسی آن به رودخانه و راه و وجود چشمه در کنار خود بر اهمیت آن می افزاید.  